# ريتشارد فان ألان
ريتشارد فـان ألان (بالإنجليزية: Richard Van Allan)‏ هو مغني ومغني أوبرا وموسيقي بريطاني، ولد في 28 مايو 1935 في Clipstone ‏ في المملكة المتحدة، وتوفي في 4 ديسمبر 2008 في لندن في المملكة المتحدة بسبب سرطان الرئة.

## وصلات خارجية
- ريتشارد فـان ألان على موقع IMDb (الإنجليزية)
- ريتشارد فـان ألان على موقع ميوزك برينز (الإنجليزية)
- ريتشارد فـان ألان على موقع أول ميوزيك (الإنجليزية)
- ريتشارد فـان ألان على موقع ديسكوغز (الإنجليزية)
- ريتشارد فـان ألان على موقع قاعدة بيانات الفيلم (الإنجليزية)